# Sainghin-en-Weppes
Sainghin-en-Weppes (Nederlands: Sengin) is een gemeente in het Franse Noorderdepartement (Frans: département du Nord) (regio Hauts-de-France). De gemeente telde op 1 januari 2022 5.663 inwoners en maakt deel uit van het arrondissement Rijsel. Het laatste deel van de gemeentenaam verwijst naar de streek Weppes.

## Geografie
De oppervlakte van Sainghin-en-Weppes bedroeg op 1 januari 2022 7,71 vierkante kilometer; de bevolkingsdichtheid was toen 734,5 inwoners per km².

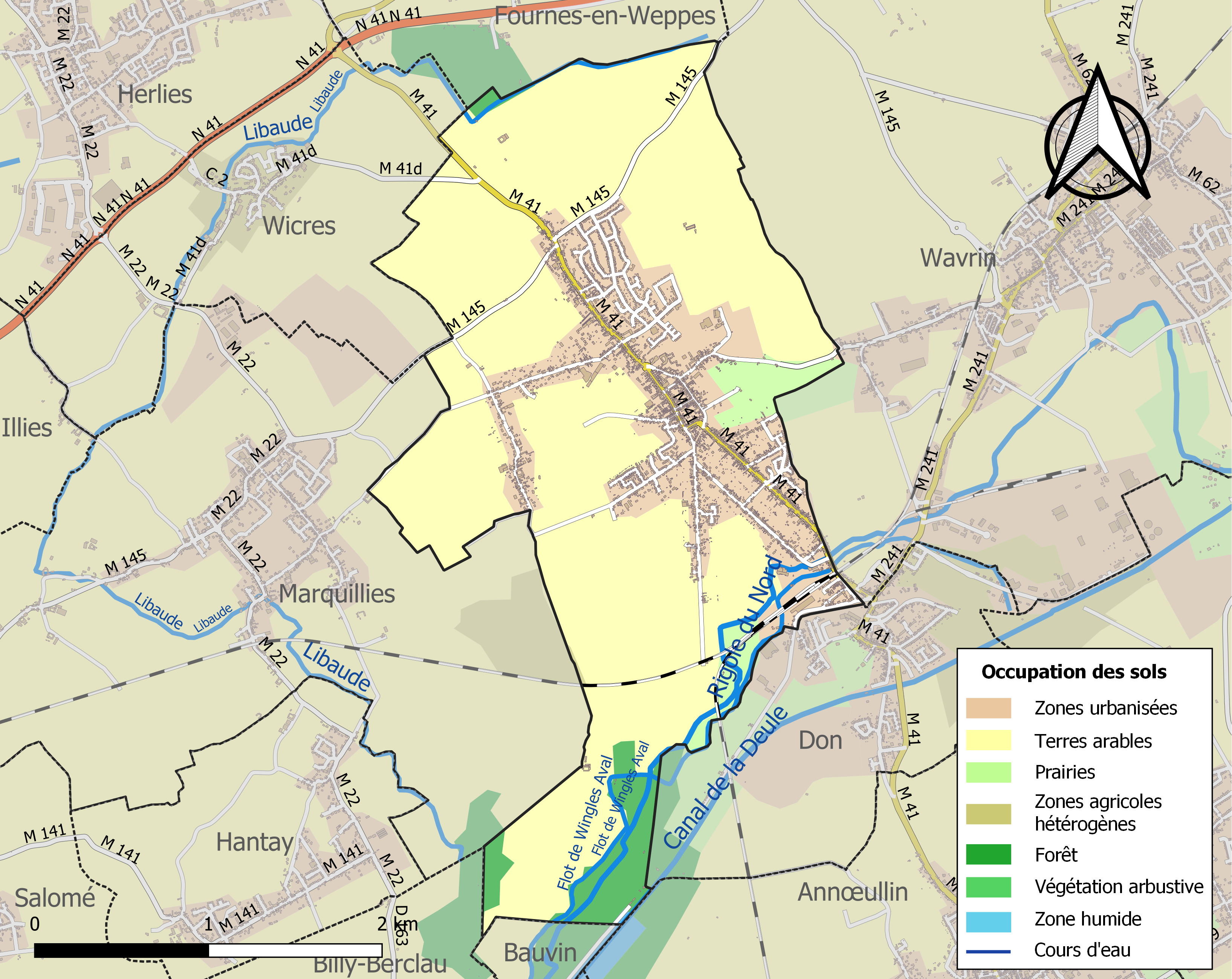
Kaart van de gemeente met belangrijkste infrastructuur, bodemgebruik en omliggende gemeenten

## Bezienswaardigheden
- De Église Saint-Pierre
- Op de gemeentelijke begraafplaats van Sainghin-en-Weppes bevinden zich 27 Britse oorlogsgraven uit de Eerste Wereldoorlog.

## Demografie
Onderstaande figuur toont het verloop van het inwonertal (bron: INSEE-tellingen).

## Verkeer en vervoer
In de gemeente ligt spoorwegstation Don-Sainghin.